# Bjelkarøyna
Bjelkarøyna (auch Bjelkarøy) ist eine Insel im südlichen Teil der norwegischen Kommune Øygarden im Fylke Vestland. Mit ihrer größeren Nachbarinsel Lerøyna, dem ehemaligen Handelsposten Bukken und einer Reihe kleinerer Inseln bildet sie eine Inselgruppe am Eingang des Raunefjords zwischen Hjellestad in der Gemeinde Bergen im Osten und Klokkarvik auf Sotra im Westen.
Die etwa 1,1 km² große Insel hat 23 feste Bewohner, die vor allem um die Bucht Naustvika im Osten Bjelkarøys und in der Mitte der Insel leben. Hinzu kommen einige Ferien- und Bootshäuser im Westen und Norden der Insel, während der südliche und ein Großteil des nördlichen Teils der Insel unbebaut sind.
Eine Fähre verbindet Bjelkarøy mit Lerøy, Hjellestad und Klokkarvik mit bis zu 8 täglichen Abfahrten.